# The Fog
The Fog (titulada Terror en la niebla en español) es una película estadounidense de 2005 protagonizada por Tom Welling, Maggie Grace y Selma Blair. La película es una versión de la cinta del mismo nombre dirigida por John Carpenter en 1980. 
Una espesa niebla cubre una pequeña ciudad costera causando el hundimiento de un barco. Cien años después la niebla regresa con los espíritus de los marineros muertos sedientos de venganza brutal. 
La película fue fuertemente criticada por la prensa especializada. Rotten Tomatoes le da un índice de aprobación de apenas 4% basado en 68 reseñas. El consenso del sitio afirma, "The Fog es un pobre remake de una pobre película, sin ningún tipo de emoción, suspenso u originalidad".

## Historia
La película comienza con el incendio de un barco tiempo atrás, para luego trasladarse la trama a 2005. Steve Wayne (Selma Blair) es una conductora de radio y comenta que el presidente (Kenneth Welsh) y su ayudante, Kathy Williams (Sara Bostford), darán a conocer las estatuas de los padres fundadores de la comunidad, quienes escaparon del barco y lograron poner en pie la isla. Mientras, Nick Castle (Tom Welling) y Spooner (Deray Davis) trabajan en un barco para que la gente pesque, pero se les arruina cuando chocan con algo que parece una caja, de la cual salen muchos objetos del barco que se incendió, pero no se dan cuenta y regresan a tierra. Luego Sponner le dice que le preste el barco y Nick lo acepta. Luego esa noche, Nick se encuentra con su novia Elizabeth Williams (Maggie Grace) quien había regresado de New York, mientras Sponner está en el barco con Sean (Matthew Currie Holmes) y sus chicas, Brandi (Meghan Heffern) y Mandi (Sonja Bennett), haciendo una fiesta mientras graban. Nick y Elizabeth están en el auto y, de repente, una piedra le rompe el vidrio de atrás. Nick sale y ve al padre Malone (Adrian Hough) y le pregunta si hizo eso, pero él estaba borracho y le dce "Sangre por sangre" y se va. 
Más tarde Elizabeth va a la casa de su madre, Kathy, con quien tiene una relación distante. Luego se va con Nick y Steve Wayne confirma que una niebla se acerca. Stevie habla con su amigo Dan (Jonathon Young) por computadora.
En el barco, mientras, explotan los monitores, las chicas quedaron dentro y Spooner deja grabando la cámara accidentalmente en el piso. La niebla los cubre hipnotizando a Brandi, logrando que hiciera en la ventana el signo de libra. Luego Spooner y Sean ven cómo Mandi pone una mano en la ventana mientras se arrastra hacia abajo, y luego salen volando por la ventana. Un cuchillo se levanta solo y se le clava en el ojo a Sean, matándolo instantáneamente, y dejando solo a Spooner. Elízabeth se despierta de una pesadilla recurrente. La noche que fue a la casa de su madre, Nick había ido un momento a su casa dejándola a ella fuera esperando, y un vagabundo (R. Nelson Brown) que ya Elízabeth conocía, le pregunta qué traía en la mano. Era una brújula y ella le encendió fuego abajo para ver la fecha ya que él la consiguió en el mar, y tenía unos símbolos en donde se incluía el símbolo de libra. Por eso al día siguiente lo estaba investigando en la computadora, pero se dañó y se apagó, le cayó una gota de agua y vio que en el techo había una huella de agua, y cada vez que caminaba se hacía una y otra, hasta que en la puerta sonaron tres golpes. Ella salió y se dirigió a la playa, pero Nick la encontró y se la llevó, mientras la niebla retrocedía.
Luego al día siguiente Andy (Cole Heppell) el hijo de Stevie estaba en la playa y encontró un cepillo, y se lo enseñó a su madre. Luego le dijo que se iba a quedar más tarde con su tía Connie (Mary Black). Stevie se puso a lavar el cepillo y encontró las iniciales E.D. Esa mañana Nick iba saliendo de un café y Stevie se lo topó, pero fue interrumpido por una llamada de Elízabeth. Elízabeth estaba en la biblioteca buscando información sobre los símbolos y le pidió a un señor que la ayudara, y le dijo que eran los símbolos del barco. Elizabeth Dane, luego ella y Nick fueron a buscar en un yate el barco de Nick, pero lo encontraron vacío. Nick bajó y Elízabeth sacó del agua la red de pescar, encontrando allí a Brandi y Mandi, mientras Nick encontró a Sean en una cama con ojos y boca cosidas. Llamaron por el comunicador pero no servía, Elízabeth bajó y abrió el refrigerador encontrando a Spooner casi congelado. Mientras estaba en el hospital lo interrogaron porque no creían nada de lo que decía, mientras Stevie hablaba con Dan le preguntó que si se enteró lo del barco y ella le dijo que si. Elizabeth estaba en una vieja cabaña cerca del mar y había encontrado la cámara, y vio la trágica muerte de todos. Ella ve una foto vieja de los padres salvadores de la isla, ella tiene que pasar por una tabla para ver bien ya que abajo hay un agujero, pero cae al agua con la cámara y perdiéndola. Ella estaba tratando de subir, pero un bloque se rompió y había un libro. Ella lo tomó y logró subir, Stevie había ido al trabajo y puso el cepillo en una mesita y arriba en la pared estaban unos dibujos de Andy, de pronto el cepillo se incendió, incendiando también los dibujos. Ella los apagó con un extintor y en los dibujos quedaron los símbolos del signo libra.
Elizabeth fue a la iglesia para ver al padre Malone y lo encontró atrás, en una escultura había unas letras extrañas y le preguntó qué eran, y él respondió que eran en otro idioma. Elizabeth le cuenta que la razón por la que vino fue que el libro tenía el apellido de él, lo vio y lo abrió, de pronto se iba marchando y le dijo a Elizabeth que se fuera de la isla. En la casa de Stevie sonó el teléfono y la tía Connie le dijo a Andy que contestara, él contestó y le dijo Stevie que no volviera a coger nada del mar, una vez que colgó le dijo a Connie si podía ir a buscar cosas en el mar.
Luego en la morgue Nick estaba con Sponneer mientras lo interrogaba el presidente, Elizabeth lo llamó pero él dijo que después le hablara, ella fue a donde estaban los cadáveres viéndolos todos. Ella mientras estaba de espalda el cadáver de Sean se levantó y la tomó por atrás y le dijo: sangre por sangre. Elizabeth gritó y el cuerpo cayó. Nick y los demás fueron a ver y él se llevó a Elizabeth, luego en un restaurante, ella le habló del vídeo, pero que había perdido la cámara, y le señaló unas fotos en donde la ciudad estaba toda decrépita y que de repente el día del incendio del barco todo estaba más arreglado.
Mientras que en la playa Andy y el vagabundo buscaban cosas, el vagabundo se volvió y encontró una mesa con sillas y demás y un barco en miniatura. Él se quedó asombrado, encontró algo así como un gran nudo y él lo sacó de la tierra pero como era largo lo llevó al agua hasta ahogarlo. Andy vio como la gran niebla se acercaba y huyó, llegó a su casa y Connie cerró la puerta, mientras ella fue a cerrar las ventanas Andy miró por la ventana y dijo: vienen a por nosotros.
En una casa los perros de allí se pusieron a ladrar. El dueño Hank (Alex Bruhanski) vio que uno de ellos estaba quemado y se puso a gritar muy bravo, mientras vio que todos los pájaros iban huyendo de la niebla. Más tarde en la morgue el vigilante le dijo al presidente que Sponneer se había escapado, Stevie Wayne estaba conversando con Dan y él le dice que se acercaba la niebla, él escuchó que tocaron tres veces a la puerta y Stevie le dijo que no fuera. La niebla iba a entrar pero como lo vieron venir se volvió. Él abrió y fue con una lámpara de fuego y cuando dio la vuelta se encontró con el capitán del barco (Rade Zerbedzija), Stevie lo llama pero él rompe la puerta mientras va volando e incendiado hacia la pared, Stevie les avisa a la gente lo que pasa y que por favor busquen a su hijo.
Nick y Elizabeth la escuchan y van por él, Stevie trata de llamar a su casa y justo cuando va a agarrar Connie la niebla corta la electricidad. Mientras Connie lava los platos ve que desde el lavaplatos sale niebla y de repente una mano quemada sale de allí y le agarra la mano, ella se suelta pero se quema de pies a cabeza.
Mientras en el auto Elizabeth se pone a leer el libro y pasan un recuerdo de lo que pasó, comenzó con el barco, los cuatro padres, Malone, Williams, Castle y Wayne en su bote tocando el barco y bajan una cuerda para subirlo. Mientras el capitán camina hacia Elizabeth su esposa que es idéntica a Elizabeth Williams. De pronto Nick casi choca con un poste y continúan con su camino, Andy consigue a su abuela quemada y corre a su cuarto, cierra la puerta con cinta plástica. Stevie está en su auto pero no se pone en marcha, luego la niebla empieza a entrar por el aire acondicionado y un camión la choca haciendo que caiga al mar. Ella se quita el cinturón y cuando va a salir un fantasma de una mujer se asoma por la ventana y ella sale por la otra puerta, pero le agarra el pie pero logra soltarse y nada. Nick y Elizabeth llegan y Andy está en su cuarto, la niebla golpea la puerta y Nick rompe la ventana. La niebla rompe la puerta y sale un fantasma horrible y grita, Andy se escapa, mientras Nick maneja ven un fantasma y lo atropellan, pero chocan con un yate, mientras Sponner va a la estación de tren y se encuentran al padre Malone. Luego ven un barco fantasma y ellos corren al Ayuntamiento, Elizabeth despierta en el piso y llama a Nick y se encuentra con Hank quien tiene lepra al igual que todos los tripulantes que murieron en el incendio del barco. Nick la encuentra pero Hank no va con ellos por ir a buscar a sus perros. Stevie llega y se van los cuatro. Cuando llegan al ayuntamiento Elizabeth ve las estatuas de los cuatro padres y pasan la última parte del recuerdo que es cuando ya los padres entran en el barco con un mapa que es el de Antonio Bay ya que se la iban a vender al capitán Blake por dinero, pero los engañan y se roban todo y queman el barco. Nick la despierta del recuerdo y entran al ayuntamiento donde está el presidente y Kathy, la puerta suena pero esta vez es Spooner y el padre Malone. Se ponen a mover las cosas para cerrar todo y Elizabeth mueve una biblioteca y en la pared estaba la foto del incendio y el padre fue obligado a contar todo. Luego Hank entró muerto por la ventana haciendo que entre la niebla y matando a Kathy sacándola por la ventana volando. Luego el padre se encuentra con Blake y él rompe unos vidrios que quedan alrededor del padre atravesándolo.
Luego sacó al padre por la ventana y cada vez que Blake caminaba, el presidente se arrastraba por el piso llevándolo hasta el cementerio alrededor de todos los muertos. Él le dio el contrato de la isla y al tomarlo se incendió completamente, luego vio a Elizabeth y la besó hasta convertirla en su verdadera esposa y se fue toda la niebla para siempre. Luego al día siguiente Stevie contó todo por la radio mientras Spooner y Nick estaban en el yate y tiraron el libro al agua.

## Reparto
- Maggie Grace - Elizabeth Williams
- Tom Welling - Nick Castle
- Selma Blair - Stevie Wayne
- Deray Davis - Spooner
- Kenneth Welsh - Tom Malone
- Adrian Hough - Padre Malone
- Sara Botsford - Kathy Williams
- Cole Heppell - Andy Wayne
- Mary Black - Tía Connie
- Rade Zerbedzija - Capitán Blake
- Ziggy Marley - Elizabeth Francis